# Bad Benson
Bad Benson je dvanajsti studijski album ameriškega džezovskega kitarista, Georgea Bensona, ki je izšel leta 1974 pri založbi CTI Records.

## Kritični sprejem
Recenzor portala AllMusic, Thom Jurek, je o albumu dejal, da gre pri albumu za mešanico okusnih, raznolikih in včasih nejasnih odločitev. Za skladbo "My Latin Brother", je Jurek napisal, da je pianist Kenny Barron gonilna sila ritem sekcije, ki jo sestavljata še bobnar Steve Gadd in basist Ron Carter, sekcija pa da Bensonu harmonsko podlago za enega najbolj navdihujočih solov v njegovi karieri. Na koncu je še dodal, da album "ni odličen, ampak zelo, zelo dober."

## Seznam skladb
| Št. | Naslov                         | Pisec                                        | Dolžina |
| --- | ------------------------------ | -------------------------------------------- | ------- |
| 1.  | „Take Five‟                    | Paul Desmond                                 | 7:08    |
| 2.  | „Summer Wishes, Winter Dreams‟ | Alan Bergman, Marilyn Bergman, Johnny Mandel | 2:56    |
| 3.  | „My Latin Brother‟             | George Benson                                | 6:50    |
| 4.  | „No Sooner Said Than Done‟     | Phil Upchurch                                | 5:59    |
| 5.  | „Full Compass‟                 | Upchurch                                     | 5:40    |
| 6.  | „The Changing World‟           | Benson, Art Gore                             | 4:53    |

| Bonus skladbe na reizdaji | Bonus skladbe na reizdaji | Bonus skladbe na reizdaji | Bonus skladbe na reizdaji |
| Št.                       | Naslov                    | Pisec                     | Dolžina                   |
| ------------------------- | ------------------------- | ------------------------- | ------------------------- |
| 7.                        | „Take the 'A' Train‟      | Billy Strayhorn           | 4:13                      |
| 8.                        | „Serbian Blue‟            | Don Sebesky               | 13:03                     |
| 9.                        | „From Now On‟             | Benson                    | 2:20                      |

## Glasbeniki
- George Benson – kitara
- Phil Upchurch – kitara, električni bas, tolkala
- Kenny Barron – klavir
- Ron Carter – bas
- Steve Gadd – bobni
- Garnett Brown, Warren Covington, Wayne Andre – trombon
- Paul Faulise – bas trombon
- Alan Rubin, Joe Shepley, John Frosk – trobenta
- Phil Bodner – angleški rog, klarinet, alt flavta
- George Marge – angleški rog, flavta, pikolo flavta
- Ray Beckenstein – flavta
- Al Regni – flavta, klarinet
- Brooks Tillotson, Jim Buffington – rog
- Margaret Ross – harfa
- Alan Shulman, Charles McCracken, Frank Levy, Jesse Levy, Paul Tobias, Seymour Barab – čelo
- Don Sebesky – aranžer, dirigent